# Matuguinao
Matuguinao ist eine philippinische Stadtgemeinde in der Provinz Samar. Sie hat 7288 Einwohner (Zensus 1. August 2015).

## Baranggays
Matuguinao ist politisch in 20 Baranggays unterteilt.
| - Angyap - Barruz (Barangay No. 1) - Camonoan - Carolina - Deit - Del Rosario - Libertad - Ligaya - Mabuligon Pob. (Barangay No. 2) - Maduroto Pob. (Barangay No. 3) | - Mahanud - Mahayag - Nagpapacao - Rizal - Salvacion - San Isidro - Santa Cruz - Bag-otan - Inubod - San Roque (Mabuhay) |